# مرکادونا
مرکادونا (انگلیسی: Mercadona) شرکت خرده‌فروشی اسپانیایی است، که در سال ۱۹۷۷ توسط فرانسیسکو رویگ بالستر تاسیس شد و هم‌اکنون مالک شبکه گسترده‌ای از ۱۶۳۶ شعبه در پرتغال و اسپانیا می‌باشد.